# (4169) Celsius
(4169) Celsius ist ein Asteroid des Hauptgürtels, der am 16. März 1980 vom schwedischen Astronomen Claes-Ingvar Lagerkvist an der europäischen Südsternwarte (ESO) auf La Silla in Chile entdeckt wurde.
Der Asteroid ist nach dem schwedischen Naturforscher Anders Celsius (1701–1744) benannt, der auch der berühmten Temperaturskala den Namen gab.